# Lila, Lila
Lila, Lila ist ein Roman von Martin Suter aus dem Jahr 2004, erschienen im Diogenes Verlag.

## Inhalt
David Kern ist 23 Jahre alt und Kellner in einer Szene-Bar. Dort lernt er Marie kennen, die wie er jobbt und das Abitur nachholt, um Literatur zu studieren. David, der bisher wenig Erfolg bei Frauen hatte, verliebt sich in sie, aber Marie nimmt ihn kaum zur Kenntnis. Sie wendet sich lieber einer Gruppe von Stammgästen zu, die als eloquente und gewitzte Lebenskünstler auf sie Eindruck machen.
Als David in einem Nachttisch vom Trödel ein Manuskript über die unglückliche Liebe zwischen Peter Landwei und Sophie findet, ist er gefesselt von der Geschichte, scannt den Text ein und gibt ihn eines Tages Marie, um sie als vermeintlicher Autor zu beeindrucken. Das gelingt ihm auch, er gewinnt  ihre Liebe und ist glücklich.
Doch Marie schickt das Manuskript heimlich an einen Verlag in Frankfurt, der den Roman veröffentlichen will. Für David beginnt damit eine Schriftstellerkarriere, die ihn von einer Lesung zur nächsten und zu immer größeren Veranstaltungen führt. Aber die Angst, als Plagiator entlarvt zu werden, macht ihn so nervös, dass er sich bei den Lesungen ständig verhaspelt. Tatsächlich steht eines Tages der mittellose Jacky Stocker in einer Autogrammstunde vor ihm und bittet ihn um eine Widmung für Alfred Duster, den wahren Autor, als den er sich selbst ausgibt. Um sich Jackys Schweigen zu sichern, gewährt David ihm eine großzügige Gewinnbeteiligung. Jacky wird nach und nach – sehr zum Leidwesen von Marie – ein wichtiger Bestandteil in Davids Leben. Auf der Frankfurter Buchmesse gibt er sich als Davids Agent aus und verhandelt mit großen Verlagen über dessen nächstes Buch. Es kommt zum Streit zwischen Marie, die Jacky nicht mag, und David, der Jacky ausgeliefert ist.
David schafft es zwar, sich wieder mit Marie zu versöhnen und Jacky von nun an aus seinem Privatleben herauszuhalten, muss aber weitere finanzielle Zuwendungen leisten. Weil er Marie nicht die Wahrheit sagen kann, versteht sie sein Verhalten nicht und distanziert sich von ihm. David hält dem Druck bald nicht mehr stand und beschließt, Jacky umzubringen. Doch dieser stürzt kurz vorher versehentlich vom Balkon seines Hotelzimmers und verletzt sich schwer. Auf dem Sterbebett gesteht er David, dass er nicht der Autor von „Lila, Lila“ ist, sondern nur ein Jugendfreund Peter Weilands, der sich unter dem Pseudonym Alfred Duster als Peter Landwei ausgegeben und seine unglückliche Liebesgeschichte aufgeschrieben hat.
Marie entfremdet sich weiter von David und ihre Liebe endet ähnlich unglücklich wie die von Peter und Sophie. David beginnt daraufhin, ein eigenes Buch zu schreiben, das genauso anfängt wie „Lila, Lila“: „Das ist die Geschichte von David und Marie. Lieber Gott, lass sie nicht traurig enden.“ (S. 345, vgl. S. 33).

## Lila, Lila 2
Auf seiner Webseite spinnt der Autor die Geschichte um David und Marie nach ihrer Trennung weiter. In unregelmäßigen Abständen erzählt Martin Suter in zwischenzeitlich 7 Kapiteln (Stand: März 2023), wie es weitergeht und ob die beiden wieder zusammenkommen. Um auf die Inhalte zuzugreifen, ist ein Abonnement erforderlich.

## Rezeption
„Martin Suter hat sich mit seinen ebenso gut erzählten wie raffiniert konstruierten Geschichten ein treues Lesepublikum erobert. Er schafft es, die Balance zwischen Psychothriller und Kriminalroman zu halten – auf erfreulich hohem literarischen Niveau.“

„Eine Liebesgeschichte, ein Buch über einen Betrug, eine Abrechnung mit dem Literaturbetrieb und nicht zuletzt die Darstellung einer Erpressung. Das alles zusammen ist deutlich zuviel und darunter leidet die innere Geschlossenheit des Werkes.“

## Ausgaben
- Erstausgabe (Hardcover, Leinen), Diogenes, Zürich 2004, ISBN 978-3-257-06386-8.
- Taschenbuchausgabe, Diogenes-Taschenbuch 23469, Zürich 2005, ISBN 978-3-257-23469-5.
- Hörbuch (gelesen von Daniel Brühl, Regie: Gabriele Kreis), Diogenes Hörbuch, Zürich 2009 (Erstausgabe: Hörbuch, Hamburg 2004 ISBN 978-3-89903-138-6), ISBN 978-3-257-80285-6 (gekürzte autorisierte Ausgabe, 358 Minuten, 5 CDs).

## Verfilmung
2008 wurde Lila, Lila  unter der Regie von Alain Gsponer mit den Schauspielern Daniel Brühl, Henry Hübchen, und Hannah Herzsprung verfilmt. Der Kinostart in Deutschland und der Schweiz war am 17. Dezember 2009.